# Велеша
Велеша — деревня в Староладожском сельском поселении Волховского района Ленинградской области.

## Название
Топоним Велеша (Велеши) происходит от имени славянского бога Велеса.
По одной из легенд, на месте деревни или вблизи неё, рядом с могилой Вещего Олега («Олегова Могила»), находилось капище Велеса.

## История
Рядом с деревней проходил «путь из варяг в греки».
Деревня Велеша упоминается в Писцовой книге Водской пятины 1500 года в Пречистенском Городенском погосте Ладожского уезда.
Деревня Велеша обозначена на карте Санкт-Петербургской губернии Ф. Ф. Шуберта 1834 года.

ВЕЛЕША — деревня принадлежит коллежскому советнику Томилову, число жителей по ревизии: 15 м. п., 12 ж. п. (1838 год)

ВЕЛЕШИ — деревня г. Томилова, по просёлочной дороге, число дворов — 4, число душ — 15 м. п. (1856 год)

ВЕЛЕШИ — деревня владельческая при реке Волхове, число дворов — 5, число жителей: 12 м. п., 13 ж. п. (1862 год)

Согласно епархиальным сведениям 1899 года деревня относилась к приходу Алексеевской церкви при Успенском женском монастыре (Успения Пресвятой Богородицы) в селе Старая Ладога.
В конце XIX века деревня административно относилась к Михайловской волости 1-го стана Новоладожского уезда Санкт-Петербургской губернии, в начале XX века — 2-го стана.
Согласно данным переписи населения СССР 1926 года в деревне Велеша Ивано-Остроговского сельсовета Октябрьской волости Волховского уезда проживали 47 человек — все русские.
По административным данным 1933 года деревня называлась Валеши и входила в состав Староладожского сельсовета Волховского района.
- План деревни Велеша. 1941 год

Согласно топографической карте РККА 1941 года деревня насчитывала 9 дворов. 
По данным 1966, 1973 и 1990 годов деревня называлась Велеша и входила в состав того же Староладожского сельсовета.
В 1997 году в деревне Велеша Староладожской волости проживали 2 человека, в 2002 году — постоянного населения не было.
В 2007 году в деревне Велеша Староладожского СП проживал 1 человек.

## География
Деревня расположена в северо-западной части района близ автодороги 41А-006 (Зуево — Новая Ладога). К северо-западу от неё и смежно расположена деревня Ивановский Остров.
Расстояние до административного центра поселения — 4 км.
Расстояние до ближайшей железнодорожной станции Волховстрой I — 16 км.
Деревня находится на левом берегу реки Волхов, к северо-востоку от Старой Ладоги. К югу от Велеши, на правом берегу Волхова, находилась крепость Любша.

## Население
| 2007 | 2010 | 2017 |
| ---- | ---- | ---- |
| 1    | ↘0   | →0   |

### Национальный состав
Согласно данным Всероссийской переписи населения 2021 года в деревне проживали 5 человек, из них русские — 4, татары — 1 человек.

## Достопримечательности
- Часовня Андрея Первозванного, деревянная, 2007 года постройки[21].

### Карты
- Велеша на Wikimapia Архивировано 25 августа 2011 года.